# Австрийска награда за жертвите на Холокоста
Австрийската награда за жертвите на Холокоста е основана от Австрийската служба зад граница през 2006 година.
Наградата се присъжда всяка година на лице или организация, която показва много усилия към паметта на Холокоста.
|  | Тази страница частично или изцяло представлява превод на страницата Austrian Holocaust Memorial Award в Уикипедия на английски. Оригиналният текст, както и този превод, са защитени от Лиценза „Криейтив Комънс – Признание – Споделяне на споделеното“, а за съдържание, създадено преди юни 2009 година – от Лиценза за свободна документация на ГНУ. Прегледайте историята на редакциите на оригиналната страница, както и на преводната страница, за да видите списъка на съавторите. ВАЖНО: Този шаблон се отнася единствено до авторските права върху съдържанието на статията. Добавянето му не отменя изискването да се посочват конкретни източници на твърденията, които да бъдат благонадеждни. |